# Ipuriná
Ipurina (Apurinã, Aporinã, Ipurinan, Ipurinã, Ipuriná, Hypuriná, Popengare, Tiupurina, Jupurina, Kangiti Ipuriná, Hypuriná), pleme američkih Indijanaca porodice Arawakan, naseljeno u bazenu rijeke Purus u Brazilu. Populacija im prema FUNAI-ju iznosi 2,416 (1987) na 23 rezervata, odakle mnogi odlaze u predgrađa gradova Boca do Acre u Amazonasu i Rio Branco, Acre. Sami sebe nazivaju Popingaré, Popingá, Kangipê ili Kangitê.
Na području države Rondônia žive na rezervatu Terra Indígena Roosevelt u općini Candeias de Jamari a populacija im iznosi oko 100.

## Rezervati i općine
- Acimã... Lábrea
- Água Preta/Inari... Pauini
- Alto Sepatini... Lábrea
- Apurinã do Igarapé Mucuim... Lábrea
- Apurinã do Igarapé São João... Tapauá
- Apurinã do Igarapé Taumirim... Tapauá
- Apurinã do km 124 Br-317... Boca do Acre i Lábrea
- Baixo Seruini... Pauini
- Baixo Tumião... Pauini
- Boca do Acre... Boca do Acre i Lábrea
- Apurinã... Lábrea
- Cajueiro/Lourdes... Boca do Acre
- Catipari/Mamoria... Pauini
- Ciriquiqui... Pauini
- Fortaleza do Pataná... Manacapuru
- Garaperi/Lago da Vitória... Pauini
- Goiaba/Monte/Primavera... Boca do Acre
- Guajahã... Pauini
- Igarapé Paiol... Manaquiri
- Itixi-Mitari... Tapauá, Berurí i Anori
- Jamamadi do Lourdes... Boca do Acre
- Jatuarana... Manacapuru
- Lago do Barrigudo... Beruri
- Mamoriá... Pauini
- Monte/Primavera/Goiaba... Boca do Acre
- Peneri/Tacaquiri... Pauini
- Paumari do Lago Marahã... Lábrea
- Sakoâ/Santa Vitória... Pauini
- São Francisco... Santo Antonio do Iça
- São Pedro do Sepatini... Lábrea
- Seruini Marienê... Pauini i Lábrea
- Terra Vermelha... Beruri
- Torá... Manicoré i Humaitá
- Tumiã... Lábrea
- Valparaíso-Retiro... Boca do Acre